# Pithys
Pithys is een geslacht van vogels uit de familie Thamnophilidae (miervogels). Het geslacht telt twee soorten:
- Pithys albifrons  –  Witpluimmiervogel
- Pithys castaneus  –  Witmaskermiervogel